# Atong Atem
Atong Atem é uma artista residente em Melbourne, originária do Sudão do Sul. Ela fez exposições no Museu da Imigração de Melbourne, Trienal do NGV, festival de artes de inverno de Melbourne, Rising, Galeria Messum (Londres), e também expôs os seus trabalhos no Red Hook Labs (Nova York), na Vogue Fashion Fair (Milão) e na feira de arte Unseen Amsterdam. Ela foi contratada para adornar duas fachadas da Hanover House no Southbank de Melbourne.
Em 2021 lançou Banksia, um vídeo que explora a imigração africana para a Austrália.